# Лаоска лига 1
Лао Премиерлига (на лаоски: ທິມບານເຕະ)) e най-висшият футболен турнир в Лаос, основан през 1990 г.
Медиен партньор е националният канал „TV Lao“.
От 2014 г. отборите в елита постоянно се увеличават, като са 14 през 2016 г. Провежда се по системата пролет – есен. След всеки сезон клубът, заел последното място, изпада в първа дивизия.
Hай-успешният клуб е „Лао Арми ФК“, който е абсолютен доминатор през 1990-те години. „Армейците“ печелят рекордна 8-а титла през 2008 г., но отпадат във втория ешелон на Лаос.
В 27-годишната история на първенството 13 различни отбора са били шампиони.

## Шампиони
- 1990: Лаос Арми (Виентян)
- 1991: Лаос Арми
- 1992: Лаос Арми
- 1993: Саваннакхет / Лаос Арми
- 1994: Лаос Арми
- 1995: Паксе / Едюкейшън Тийм
- 1996: Лаос Арми
- 1997: Сайнябули / Лаос Арми
- 1998: Кхаммуан Провинс Тийм (?)
- 1999: Няма данни
- 2000: Виентян Мюнисипалити (национални игри)
- 2001: Лао Банк
- 2002: МКТПК
- 2003: МКТПК
- 2004: МКТПК
- 2005: Виентян
- 2006: Виентян
- 2007: Лао-американ колидж
- 2008: Лаос Арми
- 2009: Hе се провежда
- 2010: Лао Банк
- 2011: Йота
- 2012: Лао Полис
- 2013: SHB Тямпасак
- 2014: Хоанган Атапю
- 2015: Лао Тойота
- 2016: Лансанг Юнайтед
- 2017: Лао Тойота
- 2018: Лао Тойота

Източник:
| Клуб                          | Шампион | Сезон                                          |
| ----------------------------- | ------- | ---------------------------------------------- |
| Лаос Арми (Виентян)           | 8       | 1990, 1991, 1992, 1993, 1994, 1996, 1997, 2008 |
| Йота (Виентян)                | 4       | 2002, 2003, 2004, 2011                         |
| Лао Тойота (Виентян)          | 3       | 2015, 2017, 2018                               |
| Лао Банк (Виентян)            | 2       | 2001, 2010                                     |
| Виентян                       | 2       | 2005, 2006                                     |
| Лансанг Юнайтед (Виентян)     | 1       | 2016                                           |
| Хоанган Атапю (Атапю)         | 1       | 2014                                           |
| SHB Тямпасак (Паксе)          | 1       | 2013                                           |
| Лао Полис (Виентян)           | 1       | 2012                                           |
| Лао-американ колидж (Виентян) | 1       | 2007                                           |
| Кхаммуан Провинс Тийм         | 1       | 1998                                           |
| Сайнябули                     | 1       | 1997                                           |
| Паксе (Паксе)                 | 1       | 1995                                           |
| Саваннакхет                   | 1       | 1993                                           |